# Lista över broar i Trollhättan

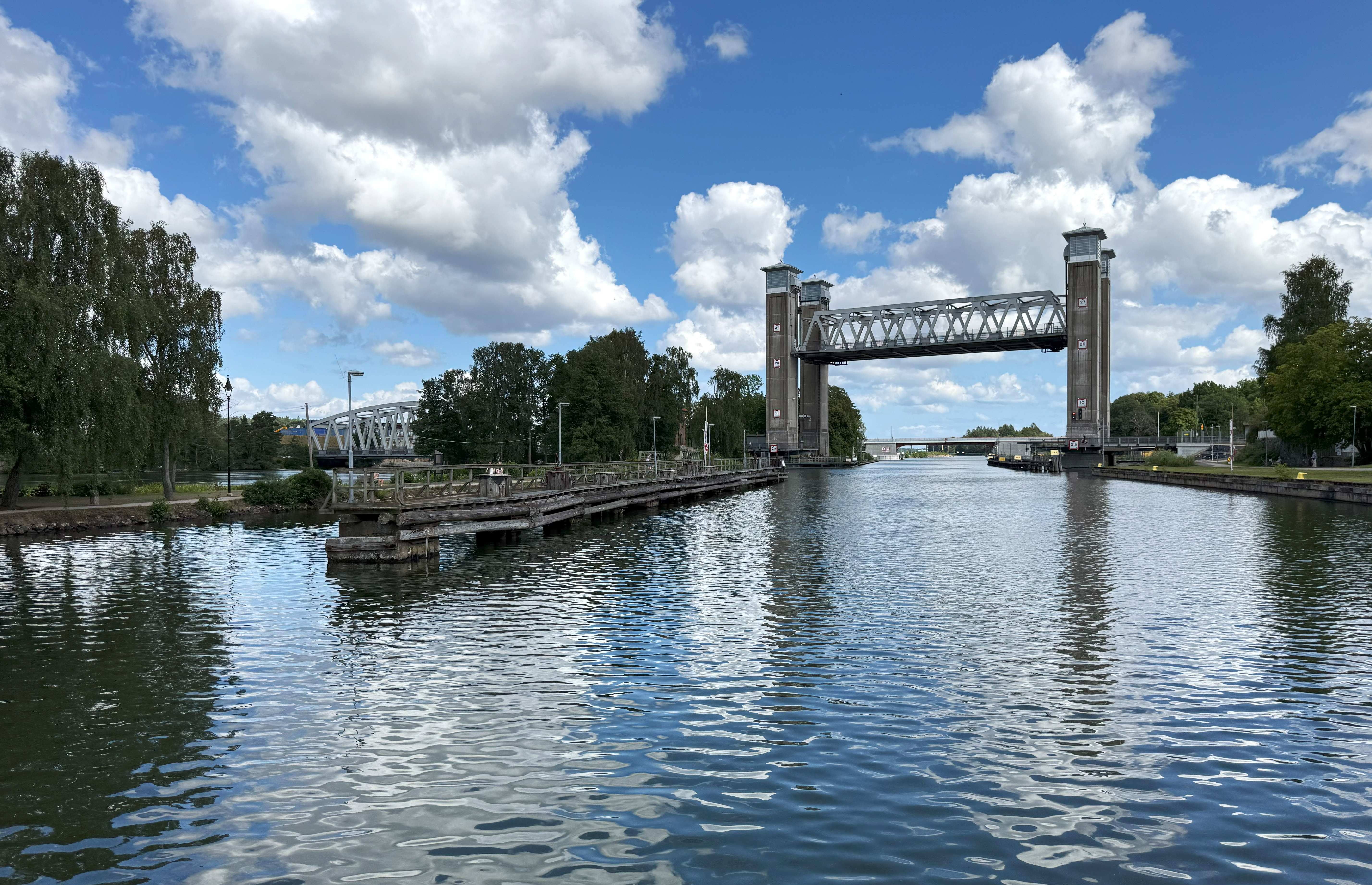
Järnvägsbron

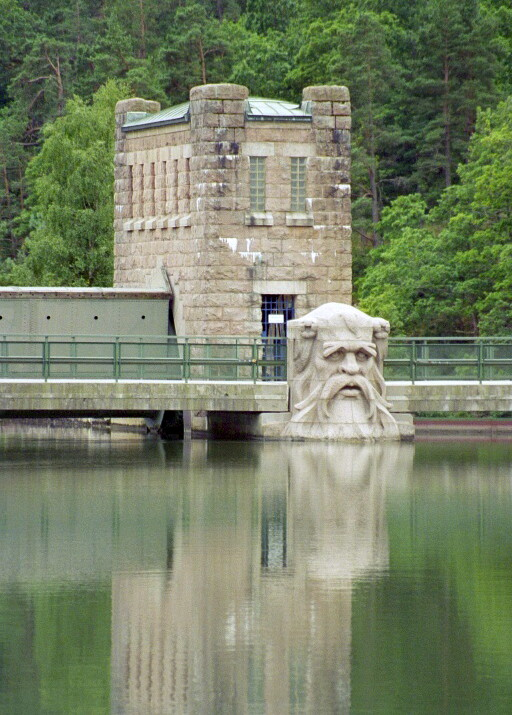
Strömkarlsbron

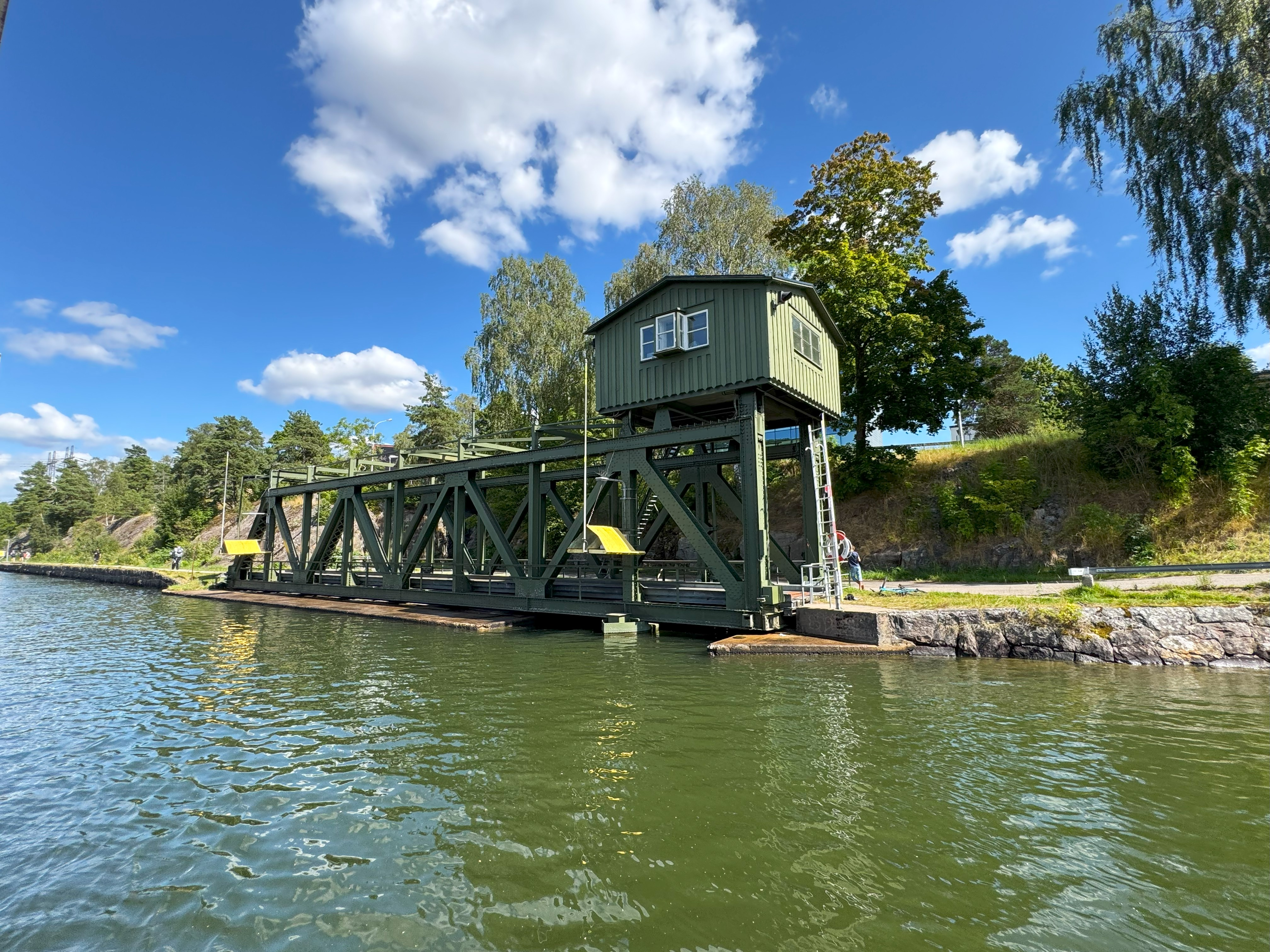
Nohabs svängbro

Lista över broar i Trollhättan förtecknar broar över Göta älv och Trafikkanalen samt i övrigt andra broar inom kanalområdet i Trollhättan.

## Broar över både Göta älvfåran ochTrafikkanalen
- Stallbackabron - fyra körbanor, högbro[1] 58°18′40″N 12°18′54″Ö / 58.31111°N 12.31500°Ö
- Stridsbergsbron - fyra körbanor och två gång- och cykelbanor, dubbelklaffbro[2] 58°17′38″N 12°17′39″Ö / 58.29389°N 12.29417°Ö
- Järnvägsbron - två enskilda broar, broar med dubbla järnvägsspår, samt också cykel- och gångbana på bron över trafikkanalen[3] 58°17′31″N 12°17′29″Ö / 58.29194°N 12.29139°Ö

## Broar över enbart Trafikkanalen
- Klaffbron - två broar, fyra körfält, två gång- och cykelbanor, dubbelklaffbro[4] 58°17′02″N 12°17′02″Ö / 58.28389°N 12.28389°Ö
- Nohabs svängbro - privat järnvägsbro, svängbro 58°17′24″N 12°16′35″Ö / 58.29000°N 12.27639°Ö
- Olidebron - cykel- och gångbro[5] 58°16′22″N 12°16′30″Ö / 58.27278°N 12.27500°Ö
- Övre slussen - gångbro på slussport 58°15′56″N 12°15′52″Ö / 58.26556°N 12.26444°Ö
- Övre slussen i slusstrappan - gångbro på slussport 58°16′54″N 12°13′26″Ö / 58.28167°N 12.22389°Ö

## Broar över enbart Göta älvfåran
- Spiköbron - gång- och cykelbana, körbana och gångbana[6] 58°17′10″N 12°16′55″Ö / 58.28611°N 12.28194°Ö
- Oscarsbron - körbana och två gångbanor[7] 58°16′49″N 12°16′38″Ö / 58.28028°N 12.27722°Ö
- Strömkarlsbron - gångbro på regleringsdammen för kraftstationerna 58°17′3.0″N 12°16′49.9″Ö / 58.284167°N 12.280528°Ö
- Flottbergsbron - gångbro, hängbro[8] 58°16′28″N 12°16′00″Ö / 58.27444°N 12.26667°Ö

## Broar över inloppskanalen tillOlidans kraftverk
- Malgöbron - gångbana och körbana[9] 58°17′01″N 12°16′56″Ö / 58.28361°N 12.28222°Ö
- Kyrkbron - valvad stenbro[10] 58°16′46″N 12°16′46″Ö / 58.27944°N 12.27944°Ö
- Bro vid Åkersbergsvägen - lokalbro 58°16′36″N 12°16′38″Ö / 58.27667°N 12.27722°Ö
- Bro vid Forsliden - gångbro 58°16′31″N 12°16′30″Ö / 58.27528°N 12.27500°Ö
- Åkersbergsvägenbroarna - körbana 58°16′31″N 12°16′30″Ö / 58.27528°N 12.27500°Ö

## Andra broar
- Spiköstigen - gångbro [11] 58°17′20″N 12°17′20″Ö / 58.28889°N 12.28889°Ö
- Broar mellan Nedre Slussvägen och Vassliden - körbana 58°16′05″N 12°15′25″Ö / 58.26806°N 12.25694°Ö
- Slussledsvägen över 1800 års slussled 58°15′58″N 12°15′54″Ö / 58.26611°N 12.26500°Ö
- Slussledsvägen över 1844 års slussled 58°15′56″N 12°15′31″Ö / 58.26556°N 12.25861°Ö

## Planerade broar
- Västergärdetbron över Bergkanalen i höjd med Innovatum - körbana, gång- och cykelbana/cykelbanor. Denna bro avses ersätta Olidebron.[12][13] 58°16′17″N 12°16′23″Ö / 58.27139°N 12.27306°Ö

Dessutom finns ett antal andra broar i trakten av Gamle dal samt mellan olika öar i sluss- och kanalområdet.